# Robert H. Singer

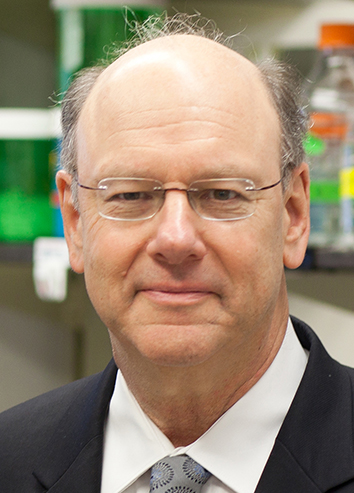
Robert H. Singer 2010

Robert H. Singer (* 1945 in Boston, Massachusetts) ist ein US-amerikanischer Zell- und Molekularbiologe am Albert Einstein College of Medicine. Er gilt als Pionier der Fluoreszenz-in-situ-Hybridisierung (FISH).

## Leben und Wirken
Singer erwarb am Oberlin College einen Studienabschluss in physikalischer Chemie und 1970 an der Brandeis University einen Ph.D. in Entwicklungsbiologie. Als Postdoktorand arbeitete er von 1970 bis 1972 bei Sheldon Penman am Massachusetts Institute of Technology und 1973/74 bei David Yaffe am Weizmann-Institut für Wissenschaften.
1974 erhielt Singer eine Professur an der University of Massachusetts (University of Massachusetts Medical School in Worcester), 1996 wechselte er an das Albert Einstein College of Medicine in New York City. Stand 2021 hat er hier Professuren für Strukturbiologie, für Zellbiologie und für Neurowissenschaften inne. Außerdem arbeitet er für das Howard Hughes Medical Institute am Janelia Research Campus.
Singers wissenschaftliche Arbeit dreht sich um die Isolation, Detektion und Translation von mRNA. Die Fluoreszenz-in-situ-Hybridisierung geht auf Singer und Mitarbeiter zurück. Mathematische Modelle helfen, die Kinetik verschiedener Stationen im mRNA-Stoffwechsel zu beschreiben. Seine Arbeiten befassen sich mit der bildlichen Darstellung des „Lebens“ einzelner mRNA-Moleküle von ihrer Entstehung (Transkription) bis zu ihrem Abbau (Degradation).
Singer hat laut Google Scholar einen h-Index von 119, laut Datenbank Scopus einen von 100 (Stand jeweils Dezember 2021).

## Auszeichnungen (Auswahl)
- 2009 Mitglied der American Academy of Arts and Sciences[3][4]
- 2013 Mitglied der National Academy of Sciences[5]
- 2014 Fellow der American Association for the Advancement of Science
- 2016 Ehrendoktorat des Oberlin College[6]
- 2018 Ehrendoktorat der Hebräischen Universität Jerusalem[7]
- 2021 Rosenstiel Award[8]